# Йенс, Вальтер
Вальтер Йенс (нем. Walter Jens; 8 марта 1923, Гамбург — 9 июня 2013, Тюбинген) — немецкий писатель, публицист, филолог, литературный критик.
Входил в «Группу 47». Среди наиболее известных произведений Вальтера Йенса — документально-биографический роман «Фрау Томас Манн» (нем. Frau Thomas Mann; 2003, рус. перевод 2006) о жене писателя Томаса Манна.

## Сочинения
- Hofmannsthal und die Griechen. Max Niemeyer Verlag, Tübingen 1955.
- Eine deutsche Universität. 500 Jahre Tübinger Gelehrtenrepublik. Mit Inge Jens. Kindler Verlag, München 1977, ISBN 3-463-00709-6. (Тюбингенский университет)
- Frau Thomas Mann. Das Leben der Katharina Pringsheim. Mit Inge Jens. Rowohlt Verlag, Reinbek 2003, ISBN 3-498-03338-7.

## Признание
Лауреат многих германских и австрийских литературных премий. Почетный президент ПЕН-центра Германии (1982). Австрийский почётный знак За науку и искусство (1992). Почетный президент Берлинской академии искусств (1997).